# Gardes du Cardinal
Les gardes du cardinal étaient les hommes attachés à la garde rapprochée d'Armand-Jean du Plessis, évêque de Luçon et cardinal-duc de Richelieu. Popularisés par le roman d'Alexandre Dumas, Les Trois Mousquetaires, dans lequel ils figurent comme les éternels rivaux de la compagnie de Tréville, ils se distinguent des mousquetaires du roi par leur casaque rouge et leurs croix blanches.

## Histoire

### Création

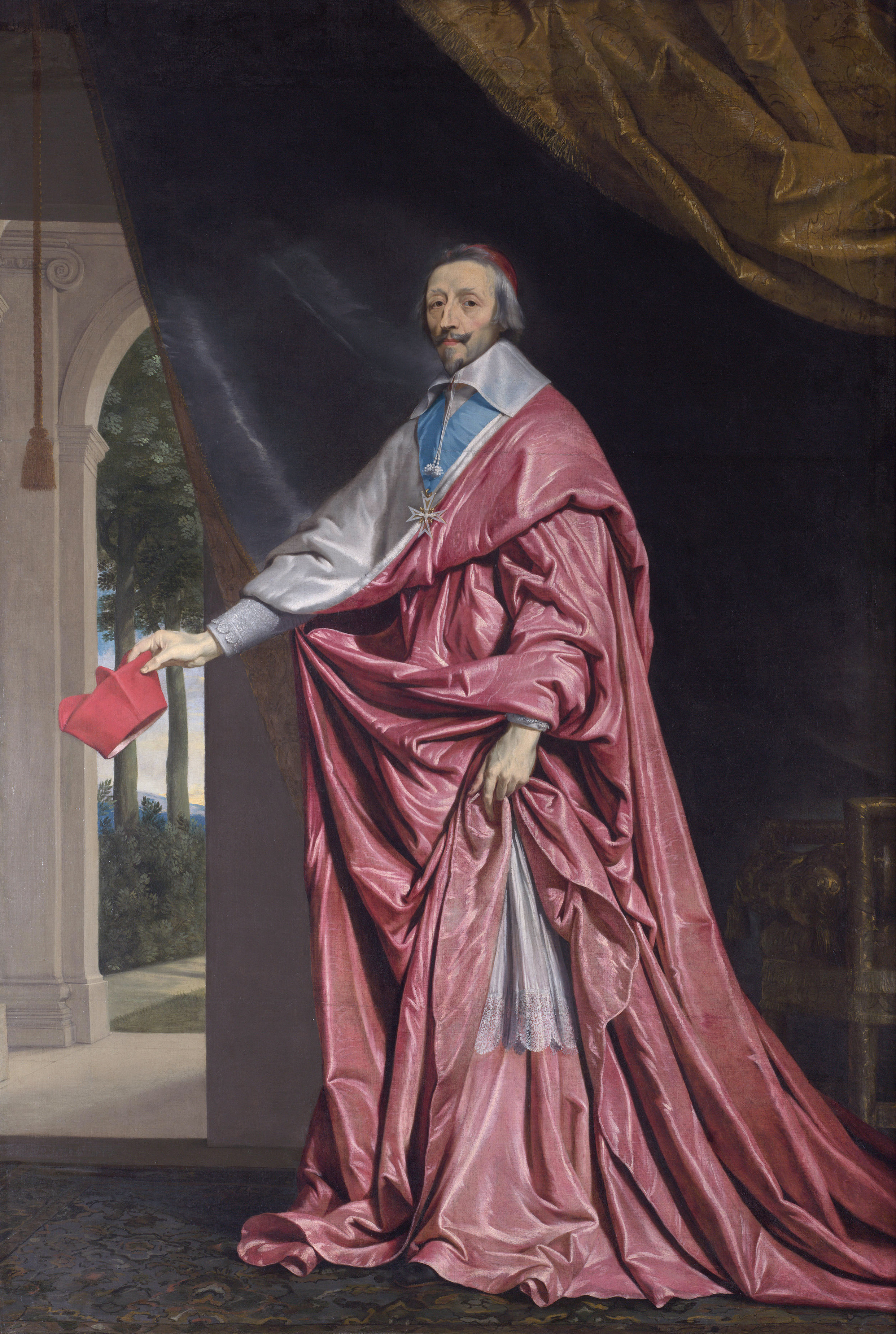
Le Cardinal de Richelieu

C'est sur l'ordre du Roi Louis XIII qu'est créée la compagnie des Gardes du Cardinal, alors menacé par des complots et assassinats, le 27 septembre 1626. Ces gardes du corps peuvent aussi être considérés comme des mousquetaires, étant donné qu'ils sont armés de mousquets comme la compagnie royale.
On les différencie des mousquetaires du Roi grâce à leur uniforme: casaque rouge à croix blanches, contre casaque bleue et croix à fleurs de lys pour les mousquetaires royaux.

## Organisation

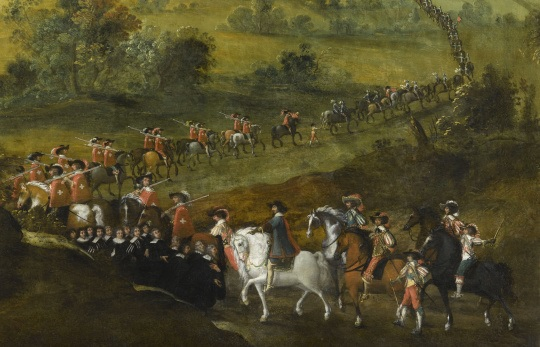
Réduction de Montauban par le cardinal de Richelieu, le 21 août 1629 (détail). Cette représentation est la première et l'une des très rares images contemporaines où figurent les gardes du cardinal, précise l'historien Rémi Masson.

### Règlements
"D'après les règlements, il faut qu'il y ait quotidiennement soixante gardes de service en permanence dans la résidence du Cardinal. Ces soixante gardes seront « nourris et auront leurs tables servies par des gens à ce préposés dans leurs salles d'armes ». la faction fait par chaque garde dure une heure. Le factionnaire doit se tenir droit, « le pistolet bandé, amorcé et le chien abattu caché sous la casaque écarlate ». Les mousquets restent au râtelier de la salle des gardes où on peut aller les prendre en cas d'alerte. Les gardes ne laissent entrer personne sans ordre exprès. […] Si le Cardinal sort, ils montent à cheval, escortent le carrosse de son Éminence qu'ils entourent. Mais si on va au Louvre, ils ne doivent pas pénétrer dans la cour du palais. Là où le Roi se trouve, il ne peut y avoir que ses propres gardes." - D'après Louis Batiffol

## Postérité
Les Gardes du Cardinal apparaissent dans le roman français d'Alexandre Dumas Les Trois Mousquetaires et dans les adaptations, cinématographiques ou autres, qui en découlent. On note quelques membres notables - et fictifs -, antagonistes de d'Artagnan, Athos, Aramis et Porthos dans quelques duels de l'ouvrage : Jussac, Bernajoux, Cahusac, Bicarat, Macon...